# Чукасян, Лили
Лили Чукасян (1 августа 1921 — 9 апреля 2012) — американская оперная певица, контральто с мировым именем, американка армянского происхождения. Работала с мировыми симфоническими оркестрами и оперными театрами. Трудовую деятельность Чукасян начала в 1940 году в качестве концертной певицы, позже получила широкое признание как оперная певица. Была одной из ведущих в мире контральто в 1960-х и 1970-х годах, с 1962 по 1986 год работала в театре Метрополитен-опера в Нью-Йорке.

## Биография

Афиша выступления Л. Чукасян

Лили Чукасян родилась в Чикаго, самой младшей из трех детей иммигрантов из Армении. Её семья иммигрировала в Соединенные Штаты Америки после Геноцида армян 1915 года, который унес жизни двух её бабушек и нескольких членов её семьи. Первым языком, на котором она говорила, был армянский — на нём говорили дома её родители. Она овладела английским разговорным только когда пошла в школу.
Лили начала заниматься музыкой в местном церковном хоре и на занятиях старших классов местной школы. Ещё в школе начала зарабатывать деньги тем, что выступала на радио на различных мероприятиях. После школы училась пению более серьёзно у Филипа Мануэля (Philip Manuel), у него она брала уроки более 20 лет. В 1941 году она вышла замуж за Джорджа Гэведжана (George Gavejian), друга её старшего брата. Это был очень счастливый брак, продолжавшийся более 46 лет, до самой смерти Джорджа в 1987 году. У них было несколько детей и одиннадцать внуков.
Как профессиональная концертная певица Лили начала выступать с 40-х годов в Чикаго и иногда за его пределами. Большим успехом в её карьере был концерт в январе 1955 года, когда дирижёр Бруно Вальтер выбрал Чукасян для солирования во 2-й симфонии Малера в сопровождении Чикагского симфонического оркестра. В то время она также училась в Северо-Западном университете.
В 1956 году Чукасян был поставлен диагноз — рак молочной железы и врачи дали ей всего шесть месяцев жизни. При поддержке близких она решила бороться с раком — подверглась радикальной мастэктомии, которая была осложнена широко распространенной инфекцией, для лечения которой требовалось три операции. При поддержке своей семьи она постепенно вернулась к нормальной жизни.
За свою карьеру в театре Метрополитен-опера Чукасян пела со многими великими певцами, такими как Карло Бергонци, Ричард Cassilly, Франко Корелли, Кертин Филлис, Маттивильда Доббс, Уильям Дули, Пласидо Доминго, Рери Барыш, Анна Моффо, Биргит Нильссон, Прайс, Леонтина, Гейл Робинсон, Леони Ризанек, Джоан Сазерленд, Рената Тебальди, и Ричард Такер и другими.
В 1984 году, во время исполнения партии в опере «Расцвет и падение города Махагони», с ней на сцене случился сердечный приступ и она не смогла продолжить выступление. После этого её карьера затормозилась. Её последнее выступление в театре прошло 17 февраля 1986 года в роли Гертруды в опере Гуно «Ромео и Джульетта» с Нил Шикофф в роли Ромео и Кэтрин Мальфитано в роли Джульетты.
Лили Чукасян умерла в 2012 году в своем доме в городе Брэнфорд в возрасте 90 лет.

## Оперная карьера
Дебют Лили Чукасян на оперной сцене состоялся в 1959 году. Когда ей было уже 38 лет. Она выступила с партией Адальджизы (Adalgisa) в 'Норме' Винченцо Беллини на сцене Оперного театра Арканзаса (Arkansas State Opera) — её порекомендовала режиссёру театра сопрано Барбара Стивенсон (Barbara Stevenson), которая пела партию в Норме. Дебютное выступление Лили имело успех. В 1960-м она спела свою вторую оперную партию — цыганки Азучены в опере 'Трубадур'. В начале 1961 года она пела партию Амелфы Тимофеевны в кантате «Александр Невский» Прокофьева с Нью-Йоркским филармоническим оркестром. После этого выступления певице предложили контракт с Метрополин-опера. Дебютное выступление Чекасян имело успех, запись этого исполнения была дана дирижёру Томасу Шипперсу на Фестивале Двух миров.
Её Европейский оперный дебют прошел на фестивале Двух миров под дирижированием Шипперса в роли Иродиады в опере Саломея.
В разгаре славы Лили обнаружила новое образование в другой груди. Никому ничего не сказав, она выполнила свои обязательства по выступлениям в городах Нью-Йорке, Балтиморе и Европе, после чего её направили к врачам. В больнице она прошла через ещё одну мастэктомию и после этого поправилась. В 1962 году она приняла новое предложение от театра Метрополитен-опера и дебютировала на его сцене 9 марта 1962 года в опере «Джоконда» с партией Слепой — матери главной героини. На протяжении своей 24-летней карьеры в Метрополитен-опера Чукасян исполнила множество главных ролей и ещё больше второстепенных партий, продолжая гастролировать как концертная исполнительница.
После ухода со сцены в 1986 году, Чукасян преподавала на вокальном факультете Музыкальной школы Йельского Университета (Yale University’s School of Music). В 2002 году она была награждена медалью Университета Сэнфорд (Sanford).

## Роли
За время своей 24-летней карьеры Чукасян спела контральто ряда главных и второстепенных ролей.
Она пела в партиях: Амнерис в «Аиде»; тётушки в «Питер Граймс»; Азучены, Смерть в «Соловей»; Эрды в «Золоте Рейна» и «Зигфрид»; Филипьевны в опере «Евгений Онегин»; первой Норны в «Гибель богов»; Фрулола (Frugola) в «Плащ»; Женевьев в «Пеллеас и Мелизанда»; Гертруды в «Гензель и Гретель»; бабушки в «Енуфа»; Леокадия Бэгбик в «Расцвет и падение города Махагони»; Маделон в «Андре Шенье»; «Мамма Лючия» в «Сельской чести»; Марфиньки в опере «Фауст»; Мэри в «Летучем голландце»; хозяйки Бистро в опере «Фальстаф»; сестры в «Борисе Годунове»; Царевны в Сестра Анджелика, Тереза в «Сомнамбуле», Ульрика в «бал-маскарад», ведьмы в «Гензель и Гретель»; Зиты в «Джанни Скикки» и другие.